# Ura, Szabolcs-Szatmár-Bereg
Ura  este un sat în districtul Csenger, județul Szabolcs-Szatmár-Bereg, Ungaria, având o populație de 663 de locuitori (2011). 

## Demografie
Componența etnică a satului Ura
     Maghiari (99,08%)
     Romi (0,92%)
Componența confesională a satului Ura
     Reformați (38,76%)
     Greco-catolici (34,39%)
     Romano-catolici (5,28%)
     Fără religie (1,21%)
     Necunoscută (20,36%)
     Alte religii (0,9%)
Conform recensământului din 2011, satul Ura avea 663 de locuitori. Din punct de vedere etnic, majoritatea locuitorilor (99,08%) erau maghiari. Nu există o religie majoritară, locuitorii fiind reformați (38,76%), greco-catolici (34,39%), romano-catolici (5,28%) și persoane fără religie (1,21%). Pentru 20,36% din locuitori nu este cunoscută apartenența confesională.